# カワヨグリーンユースホステル
カワヨグリーンユースホステルは日本ユースホステル協会に加盟している青森県上北郡おいらせ町にあるユースホステル。

## 概要
観光牧場、「カワヨグリーン牧場」内にあり、YH周辺は自然に囲まれている。同牧場での搾乳体験ができる。
- かつては牧場内に温泉が湧き出し、「カワヨの湯」と名付けられた露天風呂があったが、2010年現在源泉が枯渇している。

## 休館
- 12月1日 - 3月31日、月曜日(GW・8月は除く)

## アクセス
- 青い森鉄道線：向山駅東口より、徒歩10分。
- 三沢空港より車で150分。